# Joaquín Anselmo Maria Albareda
Joaquín Anselmo Maria Albareda y Ramoneda OSB (Barcelona, 16 februari 1892 - aldaar, 19 juli 1966) was een Spaans geestelijke en kardinaal van de Rooms-Katholieke Kerk.
Albareda werd als Joaquín geboren in het gezin van Vicente Albareda en María Ramoneda. Hij trad in 1904 in bij de benedictijnen in Montserrat en werd in 1908 geprofest, waarbij hij de naam Anselmo kreeg. Broeder Anselmo studeerde aan het Athenaeum Sant' Anselmo in Rome en aan de Universiteit van Freiburg, waar hij zich bekwaamde in de paleografie en de archiefwetenschappen. Hij werd in 1915 priester gewijd. Vervolgens verbleef tot 1936 in de abdij van Montserrat, waar hij vanaf 1923 dienstdeed als archivaris.
In 1936 werd hij door paus Pius XI benoemd tot bibliothecaris van de Vaticaanse Bibliotheek.
Tijdens het consistorie van 19 maart 1962 creëerde paus Johannes XXIII hem kardinaal. De Sant'Apollinare werd zijn titeldiakonie. Een kleine maand later wijdde de paus hem titulair aartsbisschop van Gissaria. Kardinaal Albareda nam deel aan het Tweede Vaticaans Concilie en aan het conclaaf van 1963 dat leidde tot de verkiezing van paus Paulus VI. Hij overleed in 1966 aan de gevolgen van kanker.
- Biblioteca Nacional de España: XX1719953
- Bibliothèque nationale de France: cb12097534p (data)
- Catàleg d'autoritats de noms i títols de Catalunya: 981058610829706706
- CiNii: DA1780114X
- Gemeinsame Normdatei: 116275324
- International Standard Name Identifier: 0000 0000 6630 1106
- Library of Congress Control Number: n85366919
- Nationale Bibliotheek van Tsjechië: xx0264848
- Nationale bibliotheek van Australië: 35002566
- Nederlandse Thesaurus van Auteursnamen: 070137609
- Réseau des bibliothèques de Suisse occidentale: 02-A002915071
- Istituto Centrale per il Catalogo Unico: CUBV107499
- Système universitaire de documentation: 08834603X
- Trove: 785404
- Virtual International Authority File: 61574748
- WorldCat: E39PBJth8dKJWYqGy84RVTrXh3